# 莫瑟尔大学
莫瑟尔大学（英語：Mercer University）是位于美国喬治亞州梅肯的一所私立研究型大學，建立于1833年，有12个学院9000名学生，是佐治亚科研联盟成员之一。